# 紫薇斑蚜
紫薇斑蚜（学名：Sarucallis kahawaluokalani），舊稱紫薇長斑蚜，为蚜科撒露斑蚜屬的唯一物种，以紫薇為宿主植物，故而得名。原生於亞洲東部，包含日本、朝鮮半島、中國東部、臺灣與菲律賓，模式產地則在夏威夷檀香山，歐洲、美洲亦有分布，為人為播遷所致。